# Балико Діана Володимирівна
Діана Володимирівна Балико (нар.. 28 березня 1979 року, Полярний, Мурманська область, СРСР) — білоруська письменниця, драматург, поет, прозаїк.
Член міжнародної асоціація письменників і публіцистів з 2004 року, Білоруської асоціації журналістів з 2004 року, член Спілки письменників Москви з 2009 року, член Білоруської спілки музичних діячів з 2010 року.

## Біографія
У 1996 році закінчила ліцей при Білоруському державному університеті і вступила доБілоруського державного університету. У 2000 році за програмою Work&Travel USA працювала в США — у газеті «Новое русское слово», на радіостанції People waves вела рубрику «Америка очима юної іноземки». У 2001 році закінчила БДУ за спеціальністю «історик» та літературний інститут імені М. Горького (2010 р. Москва; спеціальність — драматургія). Пройшла навчання в мінському центрі НЛП (нейролінгвістичне програмування) (2006—2008).
Після закінчення істфаку БДУ працювала в ЗМІ, потім деякий час — директором з розвитку меблевої компанії. У Мінську видавала газети «В десятку» (1998) і «Альфа-Афіша» (2001—2002). Живе в Мінську, Ризі, Москві.

### Родина
Чоловік — Денис Лубенцов. Дочка — Вікторія (нар.. 2013).

## Творчість
Діана Балико — лауреат міжнародних драматургічних премій, авторка п'яти збірок віршів, двадцять п'єс, двадцяти двох книг по психології відносин і НЛП (ЕКСМО, 2006—2012, Ардіс аудіокнига, 2007—2011), а також чотирьох кіносценаріїв.
З її п'ятнадцяти вистав, більшість були поставлені, опубліковані і відзначені на різних міжнародних драматургічних конкурсах і фестивалях (щорічний конкурс СТД Росії, «Євразія» (м. Єкатеринбург), Володинський конкурс драматургії в м. Санкт-Петербурзі «П'ять вечорів», «Любимівка» (м. Москва), «Премьера.txt» (м. Москва), «Вільний театр» (м. Мінськ), партнерська драматургічно-режисерська лабораторія під керівництвом Михайла Угарова в Ясній поляні, 7-й, 8-й і 9-й форуми російських письменників у Липках, III і IV міжнародні театральні фестивалі в Мінську «Панарама»).
Постановки за п'єсами Діани Балико йдуть в репертуарі п'ятдесяти театрів різних країн. Вистави за її п'єсою «Білий ангел з чорними крилами» поставлені в чотирьох країнах — Росії, Білорусії, Україні та Польщі, у вісімнадцяти містах — в Мінську, Москві, Ачинську, Бресті, Вітебську, Гливицях, Катовицях, Кірові, Котласе, Коломиї, Львові, Мелітополі, Нижньому Новгороді, Новосибірську, Ревде, Северодвінську, Уфі, Шарипово. У 2007 році виставу було показано в Москві в рамках Міжнародного театрального фестивалю імені А. П. Чехова.
Вистава «Білий ангел з чорними крилами» входить до число творів за шкільною програмою, включена до навчальної програми з «Російської літератури».
П'єса «Психоаналітик для психоаналітика» була успішно поставлена на сценах білоруських і російських театрів — у Вітебському національному академічному драматичному театрі імені Якуба Коласа, Томському обласному драматичному театрі, театрі Романа Віктюка, мінському новому драматичному театрі і Могильовському обласному драматичному театрі.
Пісні на слова Балико виконують Наталя Тамело, Дарія, Олександр Солодуха (пісні «И невозможное станет возможным», написану Діаною Балико і Євгеном Чалишевим, «Не грусти»), Діма Міленін, Леуш Любич.
17 квітня 2019 року Алла Пугачова під час свого концерту присвяченого 70-річчю «Алла Пугачова. Post Scriptum», в Державному Кремлівському палаці, читала вірш Діани Балико. Фрагмент вірша також був надрукований на запрошеннях, відправлених друзям Пугачової і vip-персонам, у тому числі Президенту Російської Федерації Володимиру Путіну.

## Нагороди
- 2005 рік — ІІ місце у конкурсі на створення короткометражного художнього фільму в жанрі комедії, проведеного кіностудією «Білорусьфільм» (м. Мінськ). За сценарій «Мій власний пам'ятник»[5][20]
- 2008 рік — ІІ місце у конкурсі на створення художнього фільму в жанрі мелодрами, проведеного департаментом кінематографії Республіки Білорусь. За сценарій «Скульптор»[20]
- 2009 рік — I місце в конкурсі молодих письменників «Слово.doc» в номінації «Драматургія». Організатори — Фонд соціально-економічних та інтелектуальних програм, Союз письменників Білорусі[21]

### «НЛП-допінг»
- Запретов.net. 40 правил НЛП для жизни в кайф, ЭКСМО, 2007
- Как стать звездой по жизни? 30 правил НЛП, которые перевернут ваш мир, ЭКСМО, 2008
- Переговоры… обреченные на успех. НЛП в действии, ЭКСМО, 2008
- Секс начинается с головы. 15 техник НЛП для обольстителей и обольстительниц, ЭКСМО, 2008
- Я, мужчина и НЛП. 20 техник НЛП для эффективного управления сильным полом, ЭКСМО, 2008
- НЛП для родителей. 11 законов эффективного воспитания подростка. ЭКСМО, 2009
- Давай сделаем ЭТО еще лучше. Откровенно об интимном. ЭКСМО, 2010
- Успех в бизнесе по законам НЛП. 5 мастер-классов. ЭКСМО, 2010
- 365+1 правило НЛП на каждый день счастливого года. ЭКСМО, 2011
- НЛП для идеального секса. ЭКСМО, 2011
- 365+1 правило настоящей любви на каждый день счастливого года. ЭКСМО, 2011
- НЛП для жизни в кайф. ЭКСМО, 2011
- НЛП для современных родителей. ЭКСМО, 2012
- 365+1 правило жизни на каждый день счастливого года. ЭКСМО, 2012

### Аудіокниги
- «Запретов.net. 40 правил НЛП для жизни в кайф», ЭКСМО, 2008
- «Говори афористично! Будь всегда харизматичным!», издательство «Ардис аудиокнига», 2008
- «Как стать звездой по жизни», издательство «Ардис аудиокнига», 2008
- «Запретов.net для истинного кайфа», издательство «Ардис аудиокнига», 2008
- «ЖЖ в ММ: Жизнь Женщины в Мире Мужчин», издательство «Ардис аудиокнига», 2009
- «Коварные женские штучки. Все, что должен знать мужчина о женщине, если не хочет остаться в дураках», издательство «Ардис аудиокнига», 2009
- «Как разговаривать с подростком. НЛП для родителей», издательство «Ардис аудиокнига», 2010

### Інші публікації
- «Мужчины. Дети. Прочие опасности. Как их превратить в удовольствия» Диана де Шарман — веселый учебник по практической психологии для женщин, г. Москва, РФ, «ЭКСМО», 2006
- «10 типичных ошибок, которые мешают женщине затащить мужчину в ЗАГС» Диана де Шарман — веселый учебник по практической психологии для женщин, г. Москва, РФ, «ЭКСМО», 2006
- «Как завести, развести и бросить любовника, не разрушая семейный очаг», Диана де Шарман — веселый учебник по практической психологии для женщин, г. Москва, РФ, «ЭКСМО», 2006
- «10 эффективных правил женской выживаемости в мире мужчин», Диана де Шарман — веселый учебник по практической психологии для женщин, г. Москва, РФ, «ЭКСМО», 2006
- «Давай займемся любовью? Секс возвращается!», Диана де Шарман — веселый учебник по практической психологии для женщин, г. Москва, РФ, «ЭКСМО», 2006
- «Коварные женские штучки», Диана де Шарман — веселый учебник по практической психологии для женщин, г. Москва, РФ, «ЭКСМО», 2006